# Gornal (village)
Gornal (en russe : Горналь) est un village du selsoviet de Gouïevo du raïon de Soudja dans l'oblast de Koursk, en Russie. Sa population s'élevait à 100 habitants au recensement de 2021.

## Géographie
Le village de Gornal se situe dans l'oblast de Koursk, un oblast de la partie européenne de la Russie. Le village fait partie du raïon de Soudja, avec Soudja comme centre administratif. Il se trouve dans le selsoviet de Gouïevo, une municipalité, avec le village de Gouïevo comme chef-lieu.

## Histoire
Lors de l'incursion d'août 2024 dans l'oblast de Koursk au cours de l'invasion russe de l'Ukraine, la localité a été conquise par les Forces armées de l'Ukraine et, selon les informations provenant de Russie, libérée le 26 avril 2025
.

## Démographie
Recensements (*) et estimations de la population :
| 2002 * | 2010* | 2021* | - |
| ------ | ----- | ----- | - |
| 391    | 206   | 100   | - |